# Samuel Fraguito
Samuel Fraguito, de son nom complet Samuel Ferreira Fraguito, est un footballeur portugais né le 8 septembre 1951 à Vila Real. Il évoluait au poste de milieu.

## Biographie

### En club
Samuel Fraguito joue principalement au Sporting Portugal, équipe où il évolue durant neuf saisons. Avec ce club, il est champion du Portugal à deux reprises, et il remporte par trois fois la Coupe du Portugal,.
Il dispute un total de 212 matchs en première division portugaise, pour un total de 17 buts marqués,,.
Au sein des compétitions continentales européennes, il dispute un match en Coupe d'Europe des clubs champions, neuf en Coupe de l'UEFA (un but), et sept en Coupe des coupes (trois buts). Il dispute les quarts de finale de la Coupe des coupes en 1974 face au FC Zurich.

### En équipe nationale
International portugais, il reçoit six sélections en équipe du Portugal entre 1973 et 1976, pour un but marqué.
Son premier match est disputé le 14 novembre 1973 contre l'Irlande du Nord dans le cadre des qualifications pour la Coupe du monde 1974 (match nul 1-1 à Lisbonne).
Son dernier match a lieu le 7 avril 1976 contre l'Italie en amical (défaite 1-3 à Turin). Il marque son seul but en sélection à cette occasion.

## Palmarès
Avec le Sporting CP :
- Champion du Portugal en 1974 et 1980
- Vice-champion du Portugal en 1977
- Vainqueur de la Coupe du Portugal en 1973, 1974 et 1978